# Cornus capitata
Cornus capitata là một loài thực vật có hoa trong họ Cornaceae. Loài này được Wall. miêu tả khoa học đầu tiên năm 1820.